# Arriva il campione
Arriva il campione (Les rois du sport) è un film del 1937 diretto da Pierre Colombier.